# 4월 25일
4월 25일은 그레고리력으로 115번째(윤년일 경우 116번째) 날에 해당한다.

## 사건
- 1846년 - 멕시코-미국 전쟁이 발발하다.
- 1859년 - 수에즈 운하가 착공되다.
- 1871년 - 조선, 흥선대원군이 전국 각지에 척화비 건립을 명하다.
- 1952년 - 대한민국, 제1회 전국 시·읍·면 지방의회 선거가 치러지다.
- 1953년 - 제임스 왓슨과 프랜시스 크릭이 DNA의 구조를 밝히는 논문을 과학 저널 네이처를 통해 발표하다.
- 1960년 - 대한민국 서울 지역 각 대학의 교수단 4백여 명이 3·15 부정선거에 항거하는 성명을 국회 앞 시국 선언문으로 발표하다. 대통령·국회의원·대법관 등 사퇴를 요구하다.
- 1974년 - 포르투갈, 독재정권에 반발해 카네이션 혁명이 일어나 성공하다.
- 2005년 - 일본, JR 후쿠치야마 선 탈선사고가 일어나다. 이로 인해 기관사 포함하여 107명이 사망.
- 2007년
  - 대한민국, 병역특례 비리 사건이 일어나다.
  - 러시아, 보리스 옐친 전 대통령의 장례식이 모스크바 구세주 그리스도 대성당에서 거행되다.
- 2009년 - 남아프리카 공화국, 제이콥 주마가 남아공의 네 번째 흑인 대통령으로 취임하다.
- 2015년 - 네팔의 도시 포카라로부터 동쪽으로 80km 떨어진 지점에서 7.8의 강진이 발생하여 2,300명 이상이 사망하다.

## 문화
- 1719년 - 다니엘 디포의 소설 로빈슨 크루소 초판이 출판되다.
- 1963년 - DBS 동아방송 라디오 (개국 당시 AM 1230KHz, 훗날 AM 792KHz로 변경) 개국
- 1990년 - 허블 우주 망원경이 디스커버리 우주왕복선에 실려 궤도에 올려졌다.
- 1997년 - 청주불교방송 개국.
- 2011년 - 전라남도 신안군청, 목포시에서 신안군 압해읍으로 이전.
- 2015년 - 서울월드컵경기장에서 "슈퍼콘서트 토요일을 즐겨라"공연이 최초로 개최되었다.
- 2021년 - 배우 윤여정이 제93회 아카데미 시상식에서 한국 배우 최초로 아카데미상을 수상했다.

## 탄생
- 1214년 - 프랑스의 왕 루이 9세. (~1270년)
- 1228년 - 독일의 왕 콘라트 4세. (~1254년)
- 1284년 - 잉글랜드의 국왕 에드워드 2세. (~1327년)
- 1488년 - 조선의 제11대 국왕 중종. (~1544년)
- 1599년 - 영국의 군인, 정치인 올리버 크롬웰. (~1658년)
- 1763년 - 미국의 정치인 아이작 윌버. (~1837년)
- 1823년 - 오스만 제국의 31대 파디샤 압뒬메지트 1세. (~1861년)
- 1840년 - 러시아 제국의 작곡가 차이코프스키. (~1893년)
- 1868년 - 대한민국의 독립운동가 권병덕. (~1944년)
- 1874년 - 이탈리아의 과학자, 발명가 굴리엘모 마르코니. (~1937년)
- 1881년 - 미국의 극작가 에드거 앨런 울프. (~1943년)
- 1890년 - 대한민국의 제2대 국회의원 김동성. (~1969년)
- 1900년 - 스위스의 물리학자 볼프강 파울리. (~1958년)
- 1907년 - 미국의 정치인 사무엘 샤피로. (~1987년)
- 1909년 - 대한민국의 소설가 김광희. (~1941년)
- 1917년 - 미국의 재즈 가수 엘라 피츠제럴드. (~1996년)
- 1920년 - 일본의 야구인 니시모토 유키오. (~2011년)
- 1921년 - 대한민국의 작가 장용학. (~1999년)
- 1923년 - 미국의 블루스 음악가 알버트 킹. (~1992년)
- 1929년 - 오스트리아의 귀족 게오르크 폰 호헨베르크 공작. (~2019년)
- 1930년
  - 미국의 영화배우 폴 마저스키. (~2014년)
  - 미국의 영화배우 린 해밀턴. (~2025년)
- 1933년 - 대한민국의 문학평론가 김양수. (~2024년)
- 1936년 - 칠레의 축구 선수 레오넬 산체스. (~2022년)
- 1937년 - 스웨덴의 영화배우 보 브런딘. (~2022년)
- 1938년 - 미국의 수학자 제임스 해리스 사이먼스. (~2024년)
- 1939년 - 대한민국의 시인 겸 개신교 철학자 도한호.
- 1940년 - 미국의 배우 알 파치노. (~2021년)
- 1941년 - 프랑스의 영화 감독 베르트랑 타베르니에.
- 1942년 - 미국의 정치인 존 카일.
- 1944년 - 대한민국의 축구 선수 박수일. (~2008년)
- 1945년 - 대한민국의 제8대 경상남도의원 조기태.
- 1946년 - 러시아의 정치가 블라디미르 지리놉스키. (~2022년)
- 1947년 - 네덜란드의 전 축구 선수, 현 축구 감독 요한 크라위프. (~2016년)
- 1948년 - 헝가리의 영화배우 언도러이 페테르. (~2020년)
- 1949년 - 프랑스의 정치인 도미니크 스트로스칸.
- 1955년 - 아르헨티나의 전 축구 선수, 현 축구 감독 아메리코 가예고.
- 1957년 - 대한민국의 가수 이용.
- 1958년 - 대한민국의 대학 교수 임경숙.
- 1959년 - 일본의 정치인 마쓰모토 다케아키.
- 1961년 - 대한민국의 배우 권철.
- 1962년 - 대한민국의 방송인, 기자 하근찬.
- 1963년 - 스코틀랜드의 전 축구 선수 데이비드 모이스.
- 1964년 - 잉글랜드의 배우 앤디 벨.
- 1966년
  - 대한민국의 바둑 기사 유창혁.
  - 대한민국의 전 축구 선수, 현 축구 감독 최영일.
- 1969년 - 미국의 배우 러네이 젤위거.
- 1970년
  - 일본의 성우 카와카미 토모코. (~2011년)
  - 미국의 배우 제이슨 리.
- 1971년 - 대한민국의 전 야구 선수 이상목.
- 1972년 - 스웨덴의 배우 소피아 헬린.
- 1973년 - 대한민국의 가수 조동희.
- 1974년 - 대한민국의 배우, 연출가 임철형.
- 1976년
  - 대한민국의 가수 김종국.
  - 미국의 농구 선수 팀 덩컨.
  - 독일의 레슬링 선수 마이크 불만.
- 1977년 - 대한민국의 당구 선수 허정한.
- 1979년 - 대한민국의 정치인 서재헌.
- 1980년
  - 일본의 성우 모리나가 리카.
  - 일본의 야구 선수 다다노 가즈히토.
- 1981년 - 핀란드의 배우 라우라 비른.
- 1982년
  - 대한민국의 야구 선수 채병용.
  - 대한민국의 작곡가 이치원.
  - 프랑스의 사회자 카린 페리.
- 1983년
  - 뉴질랜드의 중거리 육상 선수 닉 윌리스.
  - 대한민국의 해머던지기 선수 강나루.
  - 대한민국의 축구 선수 여효진.
  - 대한민국의 전 야구 선수 김기표.
- 1984년
  - 대한민국의 방송인 채령.
  - 미국의 배우, 희극인 질리언 벨.
- 1985년 - 우즈베키스탄계 대한민국의 방송인 구잘 투르수노바.
- 1986년
  - 대한민국의 레이싱 모델 신해림.
  - 잉글랜드의 배우 대니얼 샤먼.
- 1987년 - 대한민국의 댄서, 가수, 배우 박재범.
- 1988년
  - 중국의 바둑 기사 퍄오원야오.
  - 잉글랜드의 배우 조너선 베일리.
  - 핀란드의 피겨 스케이팅 선수 라우라 레피스퇴.
- 1989년 - 대한민국의 축구 선수 김태준.
- 1990년
  - 대한민국의 가수, 전 치어리더 원희.
  - 독일의 테니스 선수 얀레나르트 슈트루프.
  - 일본의 축구 선수 다카하시 유마.
  - 태국의 역도 선수 핌시리 시리깨오.
- 1991년 - 대한민국의 배우 정인선.
- 1992년 - 대한민국의 전 축구 선수 이주현.
- 1993년
  - 대한민국의 해머던지기 선수 강나루.
  - 프랑스의 축구 선수 라파엘 바란.
- 1994년
  - 대한민국의 가수 슬찬 (타겟).
  - 대한민국의 가수 환 (엔쿠스).
  - 영국의 가수 샘 펜더.
  - 미국의 가수 매기 로저스.
  - 미국의 가수 애쉬.
  - 일본의 가수 야마자키 히로나.
- 1995년 - 대한민국의 가수 전현재.
- 1996년 - 일본의 성우 마에다 카오리.
- 1997년
  - 대한민국의 배우 서지훈.
  - 대한민국의 유튜버 쯔양.
  - 대한민국의 배우, 가수 문희.
- 1999년 - 대한민국의 영화배우 카린.
- 2000년 - 대한민국의 배우 정다빈.
- 2001년
  - 대한민국의 배우 윤찬영.
  - 대한민국의 가수 빅 (MCND).
  - 대한민국의 리그 오브 레전드 프로게이머 버리.

## 사망
- 1342년 - 197대 로마의 교황 교황 베네딕토 12세. (1280년~)
- 1472년 - 이탈리아의 건축가, 조각가 레온 바티스타 알베르티. (1404년~)
- 1744년 - 스웨덴의 물리학자·천문학자 안데르스 셀시우스. (1701년~)
- 1815년 - 조선 후기의 정치가, 외교관, 통역관, 실학자 박제가. (1750년~)
- 1926년 - 대한제국 2대 황제 순종. (1874년~)
- 1938년 - 러시아의 비밀 경찰 야코프 페테르스. (1886년~)
- 1938년 - 독일의 법학자 루돌프 슈타믈러. (1856년~)
- 1943년 - 대한민국의 소설가 현진건. (1900년~)
- 1969년 - 대한민국의 정치인 김용환. (1900년~)
- 1992년 - 일본의 가수 오자키 유타카. (1965년~)
- 1995년 - 미국의 배우 진저 로저스. (1911년~)
- 2005년 - 대한민국의 만화가 고우영. (1938년~)
- 2006년
  - 조선민주주의인민공화국의 작곡가 안성현. (1920년~)
  - 미국의 언론인 제인 제이콥스. (1916년~)
- 2011년 - 대한민국의 배우 김인문. (1939년~)
- 2014년 - 스페인의 축구 감독 티토 빌라노바. (1968년~)
- 2018년 - 잉글랜드의 영화감독 마이클 앤더슨. (1920년~)
- 2019년
  - 대한민국의 국회의원 백승홍. (1943년~)
  - 미국의 농구 선수 존 하블리첵. (1940년~)
- 2020년
  - 대한민국의 정치인 김정렴. (1924년~)
  - 대한민국의 언론인 노길남. (1944년~)
- 2021년
  - 대한민국의 언론인 이영희. (1931년~)
  - 일본의 요리사 간다가와 도시로. (1939년~)
- 2022년
  - 대한민국의 작가 이외수. (1946년~)
  - 대한민국의 정치인 나웅배. (1934년~)
  - 캐나다의 가수 수전 잭스. (1948년~)
- 2023년
  - 미국의 가수 해리 벨라폰테. (1927년~)
  - 러시아의 육상선수 베라 크레프키나. (1933년~)
- 2024년
  - 대한민국의 정치인 김영미. (1957년~)
  - 대한민국의 군인 박승춘. (1947년~)
  - 프랑스의 영화감독 로랑 캉테. (1961년~)
- 2025년
  - 캘리포니아주의 운동가 버지니아 주프레. (1983년~)
  - 미국의 정치인 알렉시스 허먼. (1947년~)
  - 중화인민공화국의 정치인 우구이셴. (1938년~)

## 기념일
- 세계말라리아의 날(영어판)
- 법의 날: 대한민국
- 앤잭 데이(Anzac Day): 오스트레일리아, 뉴질랜드
- 자유의 날 (포르투갈)(영어판): 포르투갈
- 세계 펭귄의 날

## 같이 보기
- 전날: 4월 24일 다음날: 4월 26일 - 전달: 3월 25일 다음달: 5월 25일
- 음력: 4월 25일
- 모두 보기